# رضا محمودآبادی

رضا محمودآبادی اسفند ۱۲۹۹ با لباس ذوب آهن

رضا محمودآبادی (زادهٔ ۲۰ اردیبهشت ۱۳۷۴) بازیکن فوتبال اهل ایران است که در پست وینگر برای باشگاه فوتبال چادرملو در لیگ برتر خلیج فارس بازی می‌کند.

## دوران باشگاهی

### گل‌گهر سیرجان
وی اولین بازی خود در لیگ برتر خلیج فارس را در هفته پنجم لیگ برتر فوتبال ایران ۹۹–۱۳۹۸، مقابل باشگاه فوتبال صنعت نفت آبادان انجام داد.
وی همچنین اولین گل خود در لیگ برتر خلیج فارس را در هفته بیست و پنجم لیگ برتر فوتبال ایران ۹۹–۱۳۹۸، مقابل باشگاه فوتبال شاهین بوشهر به ثمر رساند.

## افتخارات

### گل‌گهر
- لیگ آزادگان
  - قهرمان (۱): ۱۳۹۸–۱۳۹۷

### چادرملو
- لیگ آزادگان
  - نایب قهرمان (۱): ۱۴۰۳–۱۴۰۲